# Mohammad Mohammadi Reyschahri

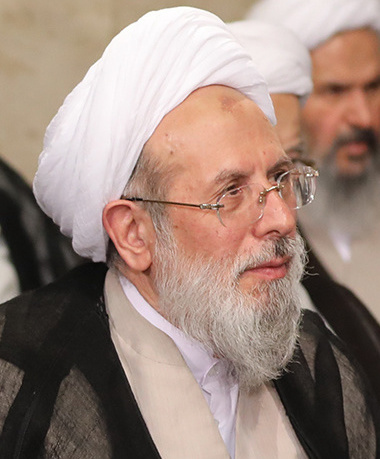
Reyschahri

Mohammad Mohammadi Reyschahri (persisch محمد محمدی ری‌شهری, DMG Moḥammad Moḥammadī Ray-Šahrī; * 29. Oktober 1946 in Ray; † 22. März 2022 in Teheran) war ein iranischer schiitischer Gelehrter mit dem religiösen Titel eines Ajatollah. Er war vom 18. August 1984 bis zum 1. August 1989 erster Leiter des iranischen Geheimdienstes VEVAK.
Reyschahri war der Richter, der 1980 die Verurteilungen im Fall des Nojeh-Coup sowie 1982 die Todesstrafe gegen Sadegh Ghotbzadeh aussprach. 1990 wurde er erster Vorsitzender des Sondergerichts für die Geistlichkeit. 1997 trat Reyschahri als Kandidat zu den iranischen Präsidentschaftswahlen an, galt jedoch von Anfang an als chancenlos. Reyschahri war mit einer Tochter des Ajatollahs Ali Meschkini verheiratet.